# Juncus arcticus
Juncus arcticus es una herbácea de la familia de las juncáceas.

## Descripción
Planta herbácea perenne, que crece en matas densas (como el pasto). Alcanza un tamaño de 0.30 a 1.25 m de largo. Tiene el tallo cilíndrico o comprimido, liso o algo estriado. Las hojas son todas basales, largas y angostas, con un filamento de hasta 5 mm de largo en el ápice, verdes, café-amarillento o café-rojizo. La inflorescencia de pocas a muchas flores dispuestas en racimos compuestos que dan la apariencia de salir laterales en el tallo. La bráctea basal de la inflorescencia semeja ser una prolongación del tallo. Cada flor con 2 bractéolas basales.  Las flores son pequeñas y poco vistosas, con 6 “pétalos”(llamados tépalos porque en estas flores no se distingue el cáliz de la corola), 3 internos y 3 externos, que pueden ser planos o cóncavos, algo brillosos y con franjas de color verde, café-amarillento o café-rojizo, márgenes translúcidos; estambres 6, con las anteras más largas que los filamentos; los 3 estigmas largos y ondulados, vistosos. El fruto es una cápsula ovoide, puntiaguda, generalmente 3 lobada, de color café-amarillento, café-rojizo, a veces más pálida hacia la base, generalmente brillosa. Semillas numerosas, de forma variable, puntiagudas, superficie arrugada, de color café-amarillento a café-rojizo, cubiertas por una envoltura delgada y transparente.

## Distribución
De distribución principalmente circumboreal (alrededor del hemisferio norte), se extiende hasta México y de Colombia a la Patagonia. 

## Taxonomía
Juncus arcticus fue descrita por Carl Ludwig Willdenow y publicado en Species Plantarum. Editio quarta 2(1): 206. 1799.
Etimología
Juncus: nombre genérico que deriva del nombre clásico latino  de jungere = , "para unir o vincular", debido a que los tallos se utilizan para unir o entrelazar".
arcticus: epíteto latino que significa "del ártico".
Sinonimia
- Juncus acuminatus Balb.
- Juncus muelleri Trautv.
- Juncus pauciflorus Moench ex Schleich.
- Juncus grubovii Novikov
- Juncus muelleri subsp. grubovii (Novikov) Novikov	[5][6]